# スリアン・マティエンソ
スリアン・カリダード・マティエンソ・リナレス（Sulian Caridad Matienzo Linares、女性、1994年12月14日 - ）はキューバのバレーボール選手である。キューバナショナルチーム代表で、2015年現在同チームの主将を務める。

## 選手キャリア
マティエンソはキューバ国内のアマチュア大会出場から競技者キャリアを始め、Ciudad de Habanaでトレーニングを重ねたのち、2011年にナショナルジュニアチーム代表に選出されている。同年にペルーで開催された世界ジュニア選手権に出場し、国際大会デビューを果たす。
2012年8月にニカラグアで開催されたNORCECAジュニア選手権ではベストスパイカーに輝いた。また同年にはシニアチームに招集されて出場したパンアメリカンカップでは銅メダルを獲得した。
2014年の中央アメリカ・カリブ海競技大会において主将に抜擢されて、銅メダル獲得に貢献した。同年の世界選手権に出場し、三大大会デビューを果たした。
2015年8月、キューババレーボール協会を了承を得て、メリッサ・バルガスとともにチェコリーグのVK AGEL Prostějovに移籍すると発表された。
アタッカーとしてだけでなく、リベロポジションをもこなす。傑出した身体的特徴はないが、この数年大きな飛躍を遂げた。マティエンソの視線は常に国際レベルに向けられている。

## 球歴
- シニア代表
  - 世界選手権 - 2014年（21位）
  - ワールドカップ - 2015年（9位）
  - パンアメリカンカップ - 2012年（銅メダル）
  - 中央アメリカ・カリブ海競技大会 - 2014年（銅メダル）
- ジュニア代表
  - 世界ジュニア選手権 - 2011年（12位）
  - NORCECAジュニア選手権 - 2011年

## 所属チーム
- La Habana（-2015年）
- VK AGEL Prostějov（2015-2017年）
- Deportivo Wanka（2017-2018年）
- CV JAV Olímpico（2021-）

## 受賞歴
- 2012年 - NORCECA ジュニア選手権 ベストスパイカー